# دونالد هيوستن
دونالد دانيال هيوستن (6 نوفمبر 1923 - 13 أكتوبر 1991)، هو ممثل من ويلز، كان أول فيلمين له «The Blue Lagoon 1949 مع الممثلة جين سيمونز» وفيلم «A Run for Your Money 1949) مع الممثل أليك غينيس» كانا ناجحين للغاية. في وقت لاحق من حياته المهنية قام بتمثيل أدوار عسكرية وفي أفلام كوميدية مثل مسلسل «Doctor و «Carry On»
|

## روابط خارجية
دونالد هيوستن على موقع IMDb (الإنجليزية)
- دونالد هيوستن على موقع روتن توميتوز (الإنجليزية)
- دونالد هيوستن على موقع ألو سيني (الفرنسية)
- دونالد هيوستن على موقع ميوزك برينز (الإنجليزية)
- دونالد هيوستن على موقع أول موفي (الإنجليزية)
- دونالد هيوستن على موقع قاعدة بيانات برودواي على الإنترنت (الإنجليزية)
- دونالد هيوستن على موقع قاعدة بيانات الأفلام السويدية (السويدية)
- دونالد هيوستن على موقع ديسكوغز (الإنجليزية)
- دونالد هيوستن على موقع قاعدة بيانات الفيلم (الإنجليزية)
- دونالد هيوستن على موقع كينوبويسك (الروسية)